# Station Erquelinnes-Dorp
Station Erquelinnes-Dorp (Frans: Erquelinnes-Village) is een spoorweghalte langs spoorlijn 130A (Charleroi - Erquelinnes) in de gemeente Erquelinnes.

## Treindienst
| Serie       | Treinsoort               | Route                                                                     | Bijzonderheden                                                                            |
| ----------- | ------------------------ | ------------------------------------------------------------------------- | ----------------------------------------------------------------------------------------- |
| S 63        | S-trein Charleroi (NMBS) | Charleroi-Centraal – Erquelinnes-Dorp – Erquelinnes – Maubeuge            | Tijdens de spits extra ritten Charleroi-Centraal-Erquelinnes. Rijdt in het weekend 1×/2u. |
| P 7750/8750 | Piekuurtrein (NMBS)      | [ Erquelinnes – Erquelinnes-Dorp – ] / [ Ottignies – ] Charleroi-Centraal | Rijdt alleen op werkdagen.                                                                |

## Reizigerstellingen
De grafiek en tabel geven het gemiddeld aantal instappende reizigers weer op een week-, zater- en zondag.
| Tabel: aantal instappende reizigers station Erquelinnes-Village | Tabel: aantal instappende reizigers station Erquelinnes-Village | Tabel: aantal instappende reizigers station Erquelinnes-Village | Tabel: aantal instappende reizigers station Erquelinnes-Village |
|                                                                 | Weekdag                                                         | Zaterdag                                                        | Zondag                                                          |
| --------------------------------------------------------------- | --------------------------------------------------------------- | --------------------------------------------------------------- | --------------------------------------------------------------- |
| 1977                                                            | 141                                                             | 45                                                              | 47                                                              |
| 1978                                                            | 114                                                             | 33                                                              | 21                                                              |
| 1979                                                            | 108                                                             | 41                                                              | 18                                                              |
| 1980                                                            | 85                                                              | 30                                                              | 31                                                              |
| 1981                                                            | 183                                                             | 49                                                              | 53                                                              |
| 1982                                                            | 133                                                             | 42                                                              | 22                                                              |
| 1983                                                            | 117                                                             | 19                                                              | 10                                                              |
| 1984                                                            | 88                                                              | 25                                                              | 14                                                              |
| 1985                                                            | 103                                                             | 27                                                              | 43                                                              |
| 1986                                                            | 84                                                              | 33                                                              | 22                                                              |
| 1987                                                            | 82                                                              | 29                                                              | 19                                                              |
| 1988                                                            | 90                                                              | 29                                                              | 29                                                              |
| 1989                                                            | 98                                                              | 25                                                              | 30                                                              |
| 1990                                                            | 93                                                              | 26                                                              | 24                                                              |
| 1991                                                            | 91                                                              | 27                                                              | 29                                                              |
| 1992                                                            | 81                                                              | 29                                                              | 25                                                              |
| 1993                                                            | 86                                                              | 8                                                               | 21                                                              |
| 1994                                                            | 89                                                              | 26                                                              | 15                                                              |
| 1995                                                            | 65                                                              | 18                                                              | 25                                                              |
| 1996                                                            | 88                                                              | 15                                                              | 20                                                              |
| 1997                                                            | 92                                                              | 31                                                              | 24                                                              |
| 1998                                                            | 85                                                              | 25                                                              | 11                                                              |
| 1999                                                            | 77                                                              | 15                                                              | 12                                                              |
| 2000                                                            | 94                                                              | 18                                                              | 18                                                              |
| 2001                                                            | 73                                                              | 14                                                              | 9                                                               |
| 2002                                                            | 62                                                              | 20                                                              | 16                                                              |
| 2003                                                            | 57                                                              | 24                                                              | 10                                                              |
| 2004                                                            | 71                                                              | 18                                                              | 15                                                              |
| 2005                                                            | 79                                                              | 26                                                              | 20                                                              |
| 2006                                                            | 73                                                              | 27                                                              | 12                                                              |
| 2007                                                            | 58                                                              | 18                                                              | 8                                                               |
| 2008                                                            | -                                                               | -                                                               | -                                                               |
| 2009                                                            | 73                                                              | 12                                                              | 20                                                              |
| 2010                                                            | -                                                               | -                                                               | -                                                               |
| 2011                                                            | -                                                               | -                                                               | -                                                               |
| 2012                                                            | 67                                                              | 22                                                              | 14                                                              |
| 2013                                                            | 63                                                              | 16                                                              | 16                                                              |
| 2014                                                            | 62                                                              | 20                                                              | 11                                                              |
| 2015                                                            | 58                                                              | 12                                                              | 22                                                              |
| 2016                                                            | 53                                                              | 19                                                              | 23                                                              |
| 2017                                                            | 41                                                              | 39                                                              | 18                                                              |
| 2018                                                            | 44                                                              | 21                                                              | 12                                                              |
| 2019                                                            | 42                                                              | 11                                                              | 9                                                               |
| 2020                                                            | 36                                                              | 27                                                              | 19                                                              |
| 2021                                                            | -                                                               | -                                                               | -                                                               |
| 2022                                                            | 46                                                              | 32                                                              | 18                                                              |
| 2023                                                            | 59                                                              | 17                                                              | 15                                                              |
| 2024                                                            | 51                                                              | 15                                                              | 10                                                              |

0,0: Charleroi-Centraal ·
1,0: Marcinelle ·
1,8: La Villette ·
2,5: La Sambre ·
4,1: Marchienne-Zône ·
4,5: Jambe-de-Bois ·
8,0: Landelies ·
11,6: Hourpes ·
14,9: Thuin ·
16,9: Lobbes ·
21,8: Fontaine-Valmont ·
23,7: Labuissière ·
25,7: Solre-sur-Sambre ·
27,6: Erquelinnes-Dorp ·
29,1: Erquelinnes